# Önder Mustafaoğlu
Önder Mustafaoğlu (Istanbul, 14 settembre 1953 – Gümüşhacıköy, 30 settembre 1982) è stato un calciatore turco, di ruolo centrocampista.
Morì all'età di 29 anni a causa di un incidente stradale.

## Palmarès

### Club

#### Competizioni nazionali
- Campionato turco: 2

Fenerbahçe: 1973-1974, 1977-1978
- Coppa di Turchia: 2

Fenerbahçe: 1973-1974, 1978-1979
- Supercoppa di Turchia: 1

Fenerbahçe: 1973